# Arivaca
Arivaca è una comunità non incorporata degli Stati Uniti d'America, situato nello stato dell'Arizona, nella contea di Pima.